# 班戈座堂
班戈座堂（英語：Bangor Cathedral）是位於英國威爾斯西北部格溫內斯城市班戈的一座教堂。教堂所在地自6世紀開始就是基督教徒的宗教場所。一些遊客誤認為山上的哥特式建築是教堂，但其實是班戈大學的一部分。教堂在歷史上多次被毀。現在的教堂重建於15世紀後期。

## 外部連結
- The Diocese of Bangor

53°13′36″N 4°7′39″W / 53.22667°N 4.12750°W